# إليوت دكستر
إليوت دكستر (بالإنجليزية: Elliott Dexter) مواليد 29 مارس 1870 في غالفستون، الولايات المتحدة - الوفاة 21 يونيو 1941 في أميتيفيل، الولايات المتحدة، هو ممثل أمريكي بدأ مسيرته الفنية سنة 1915. من أعماله لا تغيري زوجك.

## روابط خارجية
- إليوت دكستر على موقع IMDb (الإنجليزية)
- إليوت دكستر على موقع ألو سيني (الفرنسية)
- إليوت دكستر على موقع قاعدة بيانات برودواي على الإنترنت (الإنجليزية)
- إليوت دكستر على موقع قاعدة بيانات الأفلام السويدية (السويدية)
- إليوت دكستر على موقع قاعدة بيانات الفيلم (الإنجليزية)
- إليوت دكستر على موقع كينوبويسك (الروسية)